# Plectoeratidus
Plectoeratidus es un género de foraminífero bentónico de la subfamilia Spiroplectammininae, de la familia Spiroplectamminidae, de la superfamilia Spiroplectamminoidea, del suborden Spiroplectamminina y del orden Lituolida. Su especie tipo es Plectoeratidus subarcticus. Su rango cronoestratigráfico abarca desde el Campaniense hasta el Maastrichtiense (Cretácico superior).

## Discusión
Clasificaciones previas incluían Plectoeratidus en el suborden Textulariina del Orden Textulariida, o en el orden Lituolida sin diferenciar el suborden Spiroplectamminina.

## Clasificación
Plectoeratidus incluye a la siguiente especie:
- Plectoeratidus subarcticus †